# مارتین لاسارته
مارتین لاسارته (انگلیسی: Martín Lasarte؛ زادهٔ ۲۰ مارس ۱۹۶۱) بازیکن سابق فوتبال اهل اروگوئه است که در پست مدافع بازی می‌کرد  و اخیراً سرمربی تیم ملی شیلی بود.